# Protocyon
Protocyon é um género extinto de canídeos que habitou a América do Sul durante o Pleistoceno Superior.

## Descrição
Protocyon era um hipercarnívoro, sugerido por suas adaptações dentárias. Como muitos outros canídeos grandes, provavelmente era um caçador de matilha. Ele caçou os herbívoros de tamanho médio, e marcas de mordidas em fósseis sugerem que pode ter caçado gliptodontes.  A descoberta de um dente molar encontrado em Santa Vitória do Palmar, no Brasil, sugere um peso de 25 a 37 kg (55 a 82 libras) para este espécime em particular.

## Taxonomia
Protocyon foi nomeado por Giebel em 1855 e atribuído a Canidae por Carroll em 1988.  Um membro da linhagem Cerdocyonina, seu parente vivo mais próximo pode ser o cachorro-vinagre.

## Alimentação
os protocyons podiam se alimentar de animais como capivaras, porcos, lhamas, cavalos, cervos, antas, macacos, macrauquênias, toxodontes, xenartras, aves, répteis, peixes, anfíbios e elefantes, além de se alimentarem de plantas e invertebrados de vez em quando, como fazem os lobos do Hemisfério norte e sul.

### Inimigos naturais
o protocyon provavelmente competia contra o felídeo Smilodon, os ursos como o Arctotherium, com a onça-pintada, alguns gatos selvagens e cães indígenas da região, mas não com outros canídeos como o cachorro vinagre, o lobo guará, o cachorro do mato, o cachorro do mato de orelhas curtas e raposas, já que se alimentavam principalmente de presas menores. 

## Distribuição fóssil
Os fósseis restantes estão em sítios arqueológicos no Brasil, em Buenos Aires,Argentina e em Chuquisaca, Bolívia e até mesmo em Yucatán